# Xã Roundhead, Quận Hardin, Ohio
Xã Roundhead (tiếng Anh: Roundhead Township) là một xã thuộc quận Hardin, tiểu bang Ohio, Hoa Kỳ. Năm 2010, dân số của xã này là 720 người.